# Гильермо (остров)
Гильермо (исп. Cayo Guillermo) — коралловый остров у северного побережья Кубы, входит в архипелаг Хардинес-дель-Рей. В административном отношении входит в состав муниципалитета Морон провинции Сьего-де-Авила. Площадь острова составляет 13 км².
На севере остров омывается водами Атлантического океана, на юге — водами залива Перрос (Bahia de Perros). Связан дамбой с соседним островом Коко, а тот, в свою очередь, связан дамбой с самим островом Куба. На Гильермо развита туристическая отрасль: на севере острова расположены 4 отеля, суммарная вместимость которых составляет 1161 номер. На западе Гильермо находится известный на Кубе пляж Пилар (Playa Pilar).